# ナイロン・カーテン
『ナイロン・カーテン』（The Nylon Curtain）は、ビリー・ジョエルが1982年に発表したアルバム。スタジオ・アルバムとしては8作目。全米アルバムチャートで7位を記録した。

## 解説
1982年4月15日、オートバイ事故で骨折して入院したビリーは、病室にあるナイロン製のカーテンを見て、本作のタイトルを決定した。
第1弾シングル「プレッシャー」は全米20位に達した。第2弾シングル「アレンタウン」は、ペンシルベニア州の工業都市アレンタウンの衰退と貧困問題、そして、それでも同地で真面目に生きていく人々を歌った曲で、全米17位。
第3弾シングル「グッドナイト・サイゴン〜英雄達の鎮魂歌」は、ベトナム戦争に駆り出された兵士の視点で歌われた反戦歌で、全米56位。ローリング・ストーン誌は、同曲を「ベトナム戦争に対する、ポップ・ミュージックによる究極の碑文として記憶されるだろう」と評した。
ビリーの自信作の一つで、発表当時「僕にとっての『サージェント・ペパーズ』」とコメントしていた。

## 収録曲
全曲ビリー・ジョエル作。
1. アレンタウン - "Allentown" - 3:51
2. ローラ - "Laura" - 5:04
3. プレッシャー - "Pressure" - 4:41
4. グッドナイト・サイゴン〜英雄達の鎮魂歌 - "Goodnight Saigon" - 7:03
5. シーズ・ライト・オン・タイム - "She's Right on Time" - 4:14
6. ふたりだけのルーム - "A Room of Our Own" - 4:02
7. サプライズ - "Surprises" - 3:26
8. スカンジナヴィアン・スカイ - "Scandinavian Skies" - 5:58
9. オーケストラは何処へ? - "Where's the Orchestra?" - 3:17

## 参加ミュージシャン
- ビリー・ジョエル - ボーカル、ピアノ、シンセサイザー、ハモンドオルガン、メロディカ
- ダグ・ステッグマイヤー - ベース
- リバティ・デヴィート - ドラムス、パーカッション
- デヴィッド・ブラウン - リードギター
- ラッセル・ジェイヴァース - リズムギター
- ビル・ザンピノ - フィールド・スネア(on 4.)
- ロブ・マウンジー - シンセサイザー(on 8.)
- ドミニク・コルテーゼ - アコーディオン(on 9.)
- チャールズ・マクラッケン - チェロ(on 9.)
- エディ・ダニエルス - サックス、クラリネット(on 9.)
- デイヴ・グルーシン - ストリングス&ホーン・アレンジ
- デヴィッド・ナディアン - コンサート・マスター